# Cúp bóng đá bãi biển châu Á 2023
Cúp bóng đá bãi biển châu Á 2023 (tiếng Anh: 2023 AFC Beach Soccer Asian Cup) là giải đấu thứ 10 của Cúp bóng đá bãi biển châu Á (trước năm 2021 được biết đến với tên gọi là Giải vô địch bóng đá bãi biển châu Á), là giải đấu bóng đá bãi biển dành các đội tuyển bóng đá bãi biển do Liên đoàn bóng đá châu Á tổ chức.
Giải đấu được tổ chức tại Pattaya, Thái Lan. Giải đấu đồng thời là vòng loại khu vực châu Á của Giải vô địch bóng đá bãi biển thế giới 2023 được tổ chức tại Các Tiểu vương quốc Ả Rập Thống nhất. Ba đội tuyển có thành tích tốt nhất sẽ giành quyền tham dự giải đấu, cùng với đội chủ nhà Các Tiểu vương quốc Ả Rập Thống nhất.
Nhật Bản là nhà đương kim vô địch của giải đấu, nhưng họ đã để thua Iran với tỷ số 0–6 trong trận chung kết của giải đấu. Đây là chức vô địch thứ ba của Iran tại giải đấu này, đồng thời họ cũng san bằng thành tích với chính Nhật Bản. Giải đấu cũng đánh dấu lần đầu tiên trong lịch sử, đội chủ nhà Thái Lan vượt qua vòng bảng sau 4 lần tham dự các giải châu Á trước đó không vượt qua được vòng bảng, với chiến thắng 2–0 trước Bahrain ở trận đấu cuối cùng của bảng A.

## Các đội tuyển tham dự giải đấu
Có tất cả 16 đội tuyển xác nhận sẽ tham dự giải đấu.
| Đội                                  | Số lần tham dự | Thành tích tốt nhất                |
| ------------------------------------ | -------------- | ---------------------------------- |
| Afghanistan                          | 4 lần          | Vòng bảng (2013, 2017, 2019)       |
| Bahrain                              | 9 lần          | Vô địch (2006)                     |
| Trung Quốc                           | 10 lần         | Hạng 4 (2006, 2008)                |
| Iran                                 | 10 lần         | Vô địch (2013, 2017)               |
| Indonesia                            | 2 lần          | Vòng bảng (2011)                   |
| Nhật Bản                             | 10 lần         | Vô địch (2009, 2011, 2019)         |
| Kuwait                               | 4 lần          | Vòng bảng (2011, 2015, 2019)       |
| Kyrgyzstan                           | 2 lần          | Vòng bảng (2019)                   |
| Liban                                | 5 lần          | Hạng 4 (2015, 2017)                |
| Malaysia                             | 3 lần          | Tứ kết (2019)                      |
| Oman                                 | 7 lần          | Vô địch (2015)                     |
| Palestine                            | 3 lần          | Hạng 4 (2019)                      |
| Ả Rập Xê Út                          | 2 lần          | Vòng bảng (2013)                   |
| Thái Lan (chủ nhà)                   | 5 lần          | Vòng bảng (2013, 2015, 2017, 2019) |
| Các Tiểu vương quốc Ả Rập Thống nhất | 9 lần          | Vô địch (2007, 2008)               |
| Uzbekistan                           | 6 lần          | Tứ kết (2011, 2015)                |

## Bốc thăm chia bảng
Buổi lễ bốc thăm chia bảng được tổ chức vào ngày 19 tháng 1 năm 2023 tại Kuala Lumpur, Malaysia. 16 đội tuyển được chia làm 4 bảng, mỗi bảng 4 đội. Các đội được xếp hạt giống dựa trên thành tích của họ tại Giải vô địch bóng đá bãi biển châu Á 2019. Chủ nhà Thái Lan tự động được xếp hạt giống và được phân vào vị trí A1 trong buổi lễ bốc thăm.
| Nhóm 1                                                                        | Nhóm 2                               | Nhóm 3                                         | Nhóm 4                                              |
| ----------------------------------------------------------------------------- | ------------------------------------ | ---------------------------------------------- | --------------------------------------------------- |
| - Thái Lan (chủ nhà) - Nhật Bản - Các Tiểu vương quốc Ả Rập Thống nhất - Oman | - Palestine - Liban - Iran - Bahrain | - Malaysia - Trung Quốc - Kuwait - Afghanistan | - Kyrgyzstan - Indonesia - Ả Rập Xê Út - Uzbekistan |

## Vòng bảng

### Bảng A
| VT | Đội          | Tr | T | W+ | WP | B | BT | BB | BHS | Đ | Giành quyền tham dự     |
| -- | ------------ | -- | - | -- | -- | - | -- | -- | --- | - | ----------------------- |
| 1  | Thái Lan (H) | 3  | 2 | 0  | 0  | 1 | 9  | 7  | +2  | 6 | Vòng đấu loại trực tiếp |
| 2  | Bahrain      | 3  | 2 | 0  | 0  | 1 | 8  | 7  | +1  | 6 | Vòng đấu loại trực tiếp |
| 3  | Ả Rập Xê Út  | 3  | 1 | 0  | 1  | 1 | 10 | 10 | 0   | 4 |                         |
| 4  | Afghanistan  | 3  | 0 | 0  | 0  | 3 | 10 | 13 | −3  | 0 |                         |

| Bahrain                                        | 4–2      | Afghanistan           |
| ---------------------------------------------- | -------- | --------------------- |
| - Jamal 1' - Yaqoob 19', 24' - Abdulrasool 27' | Chi tiết | - T. Haidari 18', 25' |

| Thái Lan                  | 2–3      | Ả Rập Xê Út                                       |
| ------------------------- | -------- | ------------------------------------------------- |
| - Komkrit 3' - Suriya 17' | Chi tiết | - Bawdah 2' - Al-Hamami 10' - Mo. Al-Shammari 24' |

| Ả Rập Xê Út                         | 3–4      | Bahrain                                               |
| ----------------------------------- | -------- | ----------------------------------------------------- |
| - Yakl 27' - Safhi 32' - Bawdah 34' | Chi tiết | - Al-Yaqoobi 8' - Ashoor 10' - Jamal 36' - Yaqoob 36' |

| Afghanistan                                                         | 4–5      | Thái Lan                                                  |
| ------------------------------------------------------------------- | -------- | --------------------------------------------------------- |
| - T. Haidari 11' - Himat 21' - Chalermchai 24' (l.n.) - Homauni 35' | Chi tiết | - Suriya 5' - Komkrit 2', 8' - Natee 9' - Ratthaphong 19' |

| Afghanistan                                            | 4–4 (s.h.p.) | Ả Rập Xê Út                                            |
| ------------------------------------------------------ | ------------ | ------------------------------------------------------ |
| - Farooq 16' - Rabani 17' - Mohammadi 21' - Jafari 24' | Chi tiết     | - Mo. Al-Shammari 2', 3' - Al-Hamami 6' - Al-Youbi 26' |
| Loạt sút luân lưu                                      |              |                                                        |
| - Mohammadi - Homauni - Farooq - T. Haidari            | 2–4          | - Bawdah - Al-Hamami - Tumayhi - Dakman - Al-Askah     |

| Thái Lan                      | 2–0      | Bahrain |
| ----------------------------- | -------- | ------- |
| - Tanandon 19' - Watchara 36' | Chi tiết |         |

### Bảng B
| VT | Đội                                  | Tr | T | W+ | WP | B | BT | BB | BHS | Đ | Giành quyền tham dự     |
| -- | ------------------------------------ | -- | - | -- | -- | - | -- | -- | --- | - | ----------------------- |
| 1  | Iran                                 | 3  | 3 | 0  | 0  | 0 | 32 | 9  | +23 | 9 | Vòng đấu loại trực tiếp |
| 2  | Các Tiểu vương quốc Ả Rập Thống nhất | 3  | 2 | 0  | 0  | 1 | 11 | 10 | +1  | 6 | Vòng đấu loại trực tiếp |
| 3  | Uzbekistan                           | 3  | 1 | 0  | 0  | 2 | 8  | 17 | −9  | 3 |                         |
| 4  | Malaysia                             | 3  | 0 | 0  | 0  | 3 | 10 | 25 | −15 | 0 |                         |

| Iran | 14–5     | Malaysia                                                             |
| --- | -------- | -------------------------------------------------------------------- |
| - Mesigar 1', 12' - Akbari 2' - Mirshekari 3' (ph.đ.), 24' - Rezaei 5', 16' - Amiri 7' - Shirmohammadi 13', 29' - Baltork 14', 36' - Mokhtari 28' - Khosravi 36' | Chi tiết | - Norazman 1' - Faisal 6' - Hasrol 18' - Qushairie 20' - Ridhwan 35' |

| Các Tiểu vương quốc Ả Rập Thống nhất                                 | 4–0      | Uzbekistan |
| -------------------------------------------------------------------- | -------- | ---------- |
| - W. Beshr 9' - A. Beshr 16' (ph.đ.), 21' (ph.đ.) - A. Mohammadi 24' | Chi tiết |            |

| Uzbekistan                  | 2–11     | Iran |
| --------------------------- | -------- | --- |
| - Rasulov 18' - Mallaev 23' | Chi tiết | - Mirshekari 2', 22' - Baltork 12', 15' - Mokhtari 13', 25', 35' - Amiri 19' - Mesigar 24', 32' - Shirmohammadi 34' |

| Malaysia                                  | 3–5      | Các Tiểu vương quốc Ả Rập Thống nhất                                         |
| ----------------------------------------- | -------- | ---------------------------------------------------------------------------- |
| - Norazman 25' - Hafizam 27' - Hasrol 33' | Chi tiết | - A. Mohammadi 5', 28' (ph.đ.) - A. Beshr 7' - W. Beshr 20' - Al-Blooshi 31' |

| Malaysia                      | 2–6      | Uzbekistan                                                       |
| ----------------------------- | -------- | ---------------------------------------------------------------- |
| - Qushairie 9' - Zulhairi 16' | Chi tiết | - Mallaev 3' - Khalimov 9', 21' - Kodirov 15' - Rasulov 20', 21' |

| Các Tiểu vương quốc Ả Rập Thống nhất | 2–7      | Iran                                                                                               |
| ------------------------------------ | -------- | -------------------------------------------------------------------------------------------------- |
| - W. Mohammadi 16', 18'              | Chi tiết | - Mirshekari 3' - Shirmohammadi 15', 24' - Baltork 19' - Mirjajili 20' - Moradi 26' - Mokhtari 32' |

### Bảng C
| VT | Đội        | Tr | T | W+ | WP | B | BT | BB | BHS | Đ | Giành quyền tham dự     |
| -- | ---------- | -- | - | -- | -- | - | -- | -- | --- | - | ----------------------- |
| 1  | Nhật Bản   | 3  | 3 | 0  | 0  | 0 | 22 | 4  | +18 | 9 | Vòng đấu loại trực tiếp |
| 2  | Trung Quốc | 3  | 2 | 0  | 0  | 1 | 10 | 11 | −1  | 6 | Vòng đấu loại trực tiếp |
| 3  | Liban      | 3  | 1 | 0  | 0  | 2 | 16 | 13 | +3  | 3 |                         |
| 4  | Indonesia  | 3  | 0 | 0  | 0  | 3 | 4  | 24 | −20 | 0 |                         |

| Liban       | 1–4      | Trung Quốc                                                    |
| ----------- | -------- | ------------------------------------------------------------- |
| - Haidar 4' | Chi tiết | - Cai Weiming 28' - Lý Nhạc Minh 30' - Lưu Hạo Thiên 33', 34' |

| Nhật Bản                                                              | 7–0      | Indonesia |
| --------------------------------------------------------------------- | -------- | --------- |
| - Akaguma 2', 18' - Yamada 12', 23' - Moreira 21', 29' - Yamauchi 28' | Chi tiết |           |

| Indonesia | 0–12     | Liban |
| --------- | -------- | --- |
|           | Chi tiết | - Merhi 10', 18', 26' - El Khatib 12' - Bate 18' (l.n.) - Al Saleh 19' - Mi. Matar 25' - Haidar 26' - Grada 27', 33' - Abdullah 30' - Me. Matar 36' |

| Trung Quốc          | 1–6      | Nhật Bản                                                            |
| ------------------- | -------- | ------------------------------------------------------------------- |
| - Hàn Tuyết Canh 7' | Chi tiết | - Yamauchi 9' - Shibamoto 9' - Oba 16' - Akaguma 23', 23' - Ito 36' |

| Trung Quốc                                                                      | 5–4      | Indonesia                                     |
| ------------------------------------------------------------------------------- | -------- | --------------------------------------------- |
| - Bạch Phàm 13', 18' - Cai Weiming 21' - Hàn Tuyết Canh 24' - Lưu Hạo Thiên 24' | Chi tiết | - Bate 6', 28' - Widnyana 9' - Dwipayudha 34' |

| Nhật Bản                                                                                     | 9–3      | Liban                                    |
| -------------------------------------------------------------------------------------------- | -------- | ---------------------------------------- |
| - Oba 7', 29' - Akaguma 9', 31', 36' - Moreira 17' - Shibamoto 26' - Kibune 29' - Uesato 32' | Chi tiết | - Al Saleh 28' (ph.đ.), 36' - Haidar 34' |

### Bảng D
| VT | Đội        | Tr | T | W+ | WP | B | BT | BB | BHS | Đ | Giành quyền tham dự     |
| -- | ---------- | -- | - | -- | -- | - | -- | -- | --- | - | ----------------------- |
| 1  | Oman       | 3  | 3 | 0  | 0  | 0 | 17 | 2  | +15 | 9 | Vòng đấu loại trực tiếp |
| 2  | Kuwait     | 3  | 1 | 0  | 1  | 1 | 10 | 9  | +1  | 4 | Vòng đấu loại trực tiếp |
| 3  | Palestine  | 3  | 1 | 0  | 0  | 2 | 4  | 12 | −8  | 3 |                         |
| 4  | Kyrgyzstan | 3  | 0 | 0  | 0  | 3 | 6  | 14 | −8  | 0 |                         |

| Palestine | 0–5      | Kuwait                                                                |
| --------- | -------- | --------------------------------------------------------------------- |
|           | Chi tiết | - Mo. Al-Shafei 5' - Al-Enezi 21', 36' - Darweesh 24' - Al-Manaye 35' |

| Oman                                                                                               | 7–0      | Kyrgyzstan |
| -------------------------------------------------------------------------------------------------- | -------- | ---------- |
| - Al Bulushi 14', 32' - Y. Al Owaisi 28' - Al Muraiki 29', 30' - K. Al Oraimi 34' - Al Hindasi 36' | Chi tiết |            |

| Kyrgyzstan                  | 2–3      | Palestine                              |
| --------------------------- | -------- | -------------------------------------- |
| - Omorov 6' - Dordoshev 22' | Chi tiết | - Hassan 6' - Atiya 16' - Al-Qaddi 31' |

| Kuwait        | 1–5      | Oman                                                                   |
| ------------- | -------- | ---------------------------------------------------------------------- |
| - Al-Rouqi 5' | Chi tiết | - Al Muraiki 1' - Al Bulushi 8' - K. Al Oraimi 13', 14' - Al Sauti 28' |

| Kuwait                                                         | 4–4 (s.h.p.) | Kyrgyzstan                                                            |
| -------------------------------------------------------------- | ------------ | --------------------------------------------------------------------- |
| - Al-Enezi 1', 15' - Al-Rouqi 17' (ph.đ.) - Darweesh 36'       | Chi tiết     | - Dzhailoobaev 11' - Usenbaev 14' - Ke. Mukaev 24' - Sodaliev 33'     |
| Loạt sút luân lưu                                              |              |                                                                       |
| - Al-Manaye - Mo. Al-Shafei - Al-Kandari - Al-Rouqi - Darweesh | 3–2          | - Diushenov - Muktarbekov - Dzhailoobaev - Kaiykbik Uulu - Ke. Mukaev |

| Oman                                                                                       | 5–1      | Palestine  |
| ------------------------------------------------------------------------------------------ | -------- | ---------- |
| - Al Sauti 14' - Mu. Al Araimi 17' - Ma. Al Araimi 21' - Al Hindasi 22' - Y. Al Owaisi 23' | Chi tiết | - Jaber 3' |

## Vòng đấu loại trực tiếp

### Sơ đồ thi đấu
|  | Tứ kết                               | Tứ kết     |                                      |    | Bán kết       | Bán kết       |  |  | Chung kết | Chung kết |
|  |                                      |            |                                      |    |               |               |  |  |           |           |
|  | 22 tháng 3                           |            |                                      |    |               |               |  |  |           |           |
|  |                                      |            |                                      |    |               |               |  |  |           |           |
|  | Thái Lan                             | 2          |                                      |    |               |               |  |  |           |           |
|  | Thái Lan                             | 2          | 25 tháng 3                           |    |               |               |  |  |           |           |
|  | Các Tiểu vương quốc Ả Rập Thống nhất | 4          |                                      |    |               |               |  |  |           |           |
|  | Các Tiểu vương quốc Ả Rập Thống nhất | 4          | Các Tiểu vương quốc Ả Rập Thống nhất | 1  |               |               |  |  |           |           |
|  | 23 tháng 3                           |            | Các Tiểu vương quốc Ả Rập Thống nhất | 1  |               |               |  |  |           |           |
|  |                                      | Nhật Bản   | 5                                    |    |               |               |  |  |           |           |
|  | Nhật Bản                             | Nhật Bản   | 5                                    | 8  |               |               |  |  |           |           |
|  | Nhật Bản                             |            | 26 tháng 3                           | 8  |               |               |  |  |           |           |
|  | Kuwait                               | 0          |                                      |    |               |               |  |  |           |           |
|  | Kuwait                               | 0          | Nhật Bản                             | 0  |               |               |  |  |           |           |
|  | 22 tháng 3                           |            | Nhật Bản                             | 0  |               |               |  |  |           |           |
|  |                                      | Iran       | 6                                    |    |               |               |  |  |           |           |
|  | Iran                                 | Iran       | 6                                    | 10 |               |               |  |  |           |           |
|  | Iran                                 | 25 tháng 3 |                                      | 10 |               |               |  |  |           |           |
|  | Bahrain                              | 0          |                                      |    |               |               |  |  |           |           |
|  | Bahrain                              | 0          | Iran                                 | 6  |               |               |  |  |           |           |
|  | 23 tháng 3                           |            | Iran                                 | 6  |               |               |  |  |           |           |
|  |                                      | Oman       | 3                                    |    | Tranh hạng ba | Tranh hạng ba |  |  |           |           |
|  | Oman                                 | Oman       | 3                                    | 11 | Tranh hạng ba | Tranh hạng ba |  |  |           |           |
|  | Oman                                 |            | 26 tháng 3                           | 11 |               |               |  |  |           |           |
|  | Trung Quốc                           | 0          |                                      |    |               |               |  |  |           |           |
|  | Trung Quốc                           | 0          | Các Tiểu vương quốc Ả Rập Thống nhất | 2  |               |               |  |  |           |           |
|  |                                      |            |                                      |    |               |               |  |  |           |           |
|  | Oman                                 | 4          |                                      |    |               |               |  |  |           |           |
|  | Oman                                 | 4          |                                      |    |               |               |  |  |           |           |

### Tứ kết
Đội chiến thắng sẽ giành quyền tham dự Giải vô địch bóng đá bãi biển thế giới 2023.
| Thái Lan                             | 2–4      | Các Tiểu vương quốc Ả Rập Thống nhất                      |
| ------------------------------------ | -------- | --------------------------------------------------------- |
| - Komkrit 19' - Tanandon 30' (ph.đ.) | Chi tiết | - Al-Blooshi 2' - Atus 18' (l.n.) - A. Mohammadi 23', 35' |

| Iran | 10–0     | Bahrain |
| --- | -------- | ------- |
| - Mesigar 7', 14' - Moradi 9' - Mirjajili 15', 26' - Mokhtari 20' - Akbari 26' - Mirshekari 31' - Rezaei 32' - Al-Abdulla 35' (l.n.) | Chi tiết |         |

| Nhật Bản                                                                           | 8–0      | Kuwait |
| ---------------------------------------------------------------------------------- | -------- | ------ |
| - Akaguma 4', 11' - Kibune 5', 18' - Moreira 15', 32' - Shibamoto 28' - Matsuo 34' | Chi tiết |        |

| Oman | 11–0     | Trung Quốc |
| --- | -------- | ---------- |
| - Mu. Al Araimi 2', 9' - Al Sauti 3', 23' - Al Bulushi 14', 34' - A. Al Owaisi 18', 20', 30' - Al Hindasi 29' - Ma. Al Araimi 32' | Chi tiết |            |

### Bán kết
| Các Tiểu vương quốc Ả Rập Thống nhất | 1–5      | Nhật Bản                                                |
| ------------------------------------ | -------- | ------------------------------------------------------- |
| - Yaqoub 16' (ph.đ.)                 | Chi tiết | - Oba 2' - Yamada 10' - Akaguma 27', 32' - Yamauchi 35' |

| Iran                                                                              | 6–3      | Oman                                                    |
| --------------------------------------------------------------------------------- | -------- | ------------------------------------------------------- |
| - Mokhtari 4' (ph.đ.), 18' - Moradi 7' - Rezaei 20' - Mirshekari 21' - Akbari 30' | Chi tiết | - Al Bulushi 4' - K. Al Oraimi 11' - Mesigar 22' (l.n.) |

### Tranh hạng ba
| Các Tiểu vương quốc Ả Rập Thống nhất | 2–4      | Oman                                                              |
| ------------------------------------ | -------- | ----------------------------------------------------------------- |
| - Yaqoub 1', 24'                     | Chi tiết | - K. Al Oraimi 13' - Al Muraiki 21' (ph.đ.) - Al Bulushi 25', 26' |

### Chung kết
| Nhật Bản | 0–6      | Iran                                                                               |
| -------- | -------- | ---------------------------------------------------------------------------------- |
|          | Chi tiết | - Baltork 3' - Mirshekari 7', 36' - Mesigar 18' - Mokhtari 28' - Uesato 34' (l.n.) |

## Cầu thủ ghi bàn
Đã có 249 bàn thắng ghi được trong 32 trận đấu, trung bình 7.78 bàn thắng mỗi trận đấu.
11 bàn thắng
- Akaguma Takuya

9 bàn thắng
- Ali Mirshekari
- Mohammadali Mokhtari

8 bàn thắng
- Sami Al Bulushi

7 bàn thắng
- Moslem Mesigar

6 bàn thắng
- Movahed Baltork

5 bàn thắng
- Mahdi Shirmohammadi
- Moreira Ozu
- Khalid Al Oraimi
- Ali Mohammadi

4 bàn thắng
- Abbas Rezaei
- Oba Takaaki
- Majed Al-Enezi
- Yahya Al Muraiki
- Abdullah Al Sauti
- Komkrit Nanan

3 bàn thắng
- Tamim Haidari
- Mohamed Yaqoob
- Lưu Hạo Thiên
- Amir Akbari
- Seyedmahdi Mirjajili
- Mohammad Moradi
- Kibune Yuki
- Shibamoto Shinya
- Yamada Takahito
- Mohamad Haidar
- Mohamad Merhi
- Mohammad Al Saleh
- Mushel Al Araimi
- Al Yaqdhan Al Hindasi
- Ahmed Al Owaisi
- Mohammed Al-Shammari
- Ahmed Beshr
- Rashed Yaqoub
- Jamshid Rasulov

2 bàn thắng
- Rashad Jamal
- Bạch Phàm
- Cai Weiming
- Hàn Tuyết Canh
- Junius R. Bate
- Reza Amiri
- Yamauchi Shusei
- Mohammad Darweesh
- Omar Al-Rouqi
- Ahmed Grada
- Hasrol Ali
- Norazman Bakar
- Qushairie Asaari
- Mandhar Al Araimi
- Younis Al Owaisi
- Belal Bawdah
- Ahmed Al-Hamami
- Suriya Boridet
- Tanandon Praracha
- Waleed Beshr
- Abdulla Al-Blooshi
- Walid Mohammadi
- Mamasharif Khalimov
- Ilyos Mallaev

1 bàn thắng
- Ramez Farooq
- Abdul Nafi Himat
- Omid Homauni
- Murtaza Jafari
- Sami Ullah Mohammadi
- Ahmad Rabani
- Ahmed Abdulrasool
- Mohamed Ashoor
- Salman Al-Yaqoobi
- Lý Nhạc Minh
- Dewa Dwipayudha
- Nyoman Widnyana
- Javad Khosravi
- Ito Ryunosuke
- Matsuo Naoya
- Uesato Takumi
- Faisal Al-Manaye
- Mohammad Al-Shafei
- Erzhan Dordoshev
- Almaz Dzhailoobaev
- Keldibek Mukaev
- Beksultan Omorov
- Roman Sodaliev
- Beksultan Usenbaev
- Hussein Abdullah
- Ahmad El Khatib
- Mechleb Matar
- Michlib Matar
- Faisal Saharudin
- Hafizam Rahman
- Ridhwan Zainal
- Zulhairi Ismail
- Alaa Atiya
- Mohammed Hassan
- Fady Jaber
- Mohammed Al-Qaddi
- Al-Waleed Safhi
- Naif Yakl
- Waleed Al-Youbi
- Natee Jeepon
- Ratthaphong Nadee
- Watchara Lepaijit
- Farhod Kodirov

1 bàn phản lưới nhà
- Abdulla Al-Abdulla (trong trận gặp Iran)
- Junius R. Bate (trong trận gặp Liban)
- Agus Dwipayana (trong trận gặp Nhật Bản)
- Moslem Mesigar (trong trận gặp Oman)
- Uesato Takumi (trong trận gặp Iran)
- Chalermchai Saelim (trong trận gặp Afghanistan)
- Atus Thongdee (trong trận gặp Các Tiểu vương quốc Ả Rập Thống nhất)

Nguồn: AFC

## Các đội tuyển giành quyền tham dự Giải vô địch bóng đá bãi biển thế giới
Dưới đây là các đội tuyển đại diện cho AFC tham dự Giải vô địch bóng đá bãi biển thế giới 2023.
| Các đội tuyển                        | Ngày vượt qua vòng loại | Số lần tham dự trước đó                                         |
| ------------------------------------ | ----------------------- | --------------------------------------------------------------- |
| Các Tiểu vương quốc Ả Rập Thống nhất | 16 tháng 12 năm 2022    | 7 (2007, 2008, 2009, 2013, 2017, 2019, 2021)                    |
| Iran                                 | 22 tháng 3 năm 2023     | 7 (2006, 2007, 2008, 2011, 2013, 2015, 2017)                    |
| Nhật Bản                             | 23 tháng 3 năm 2023     | 11 (2005, 2006, 2007, 2008, 2011, 2013, 2015, 2017, 2019, 2021) |
| Oman                                 | 23 tháng 3 năm 2023     | 4 (2011, 2015, 2019, 2021)                                      |

- Chữ đậm là chỉ các năm mà đội đó vô địch
- Chữ nghiêng là chỉ các năm mà đội đó làm chủ nhà